# آلي سميث
آلي سميث (بالإنجليزية: Ali Smith )‏ (و. 1962  م) هي كاتِبة، ومؤلفة، وكاتبة مسرحية، وصحفية بريطانية، ولدت في إنفرنيس، هي عضوةٌ في الجمعية الملكية للأدب.

## النشأة والتعليم
ولدت سميث في إينفيرنيس في 24 أغسطس 1962 لآن ودونالد سميث. كان والداها من الطبقة العاملة وقد نشأت في منزل مجلس في إينفيرنيس. من 1967 إلى 1974 التحقت بمدرسة سانت جوزيف آر سي الابتدائية، ثم التحقت بمدرسة إينفيرنيس الثانوية، وتركتها في عام 1980. تعلمت في جامعة أبردين، وكلية نيونهام.

## جوائز
حصلت على جوائز منها:
- جائزة جولدسميث
- Costa Book Awards [الإنجليزية]‏

## روابط خارجية
- علي سميث على موقع IMDb (الإنجليزية)
- علي سميث على موقع مونزينجر (الألمانية)
- علي سميث على موقع ميوزك برينز (الإنجليزية)
- علي سميث على موقع إن إن دي بي (الإنجليزية)